# Marjorie Weaver
Marjorie Weaver (Crossville, Tennessee; 2 de marzo de 1913 - Austin, Texas; 1 de octubre de 1994) fue una actriz de cine estadounidense de la década de 1930 a principios de la de 1950.

## Primeros años, y entrada a la actuación
Weaver nació en Crossville, Tennessee, hija de John Thomas Weaver y su esposa, Ellen (de soltera Martin). Su padre era agente general de mercancías de un ferrocarril de Louisville, Kentucky. Estudió en la Universidad de Kentucky y, más tarde, en la Universidad de Indiana, se interesó por la música y ganó concursos de belleza en ambos centros.
Weaver comenzó su carrera interpretativa como actriz de teatro a principios de la década de 1930, y también trabajó como modelo durante ese periodo, así como cantante. En 1934 obtuvo su primer papel en el cine, sin acreditar. De 1936 a 1945 obtuvo papeles de actriz de forma constante. Comenzó a recibir papeles acreditados en producciones más grandes, y protagonizó junto a Ricardo Cortez la película de 1937 The Californian, y ese mismo año protagonizó junto a Tyrone Power Second Honeymoon.

## Años en la cima

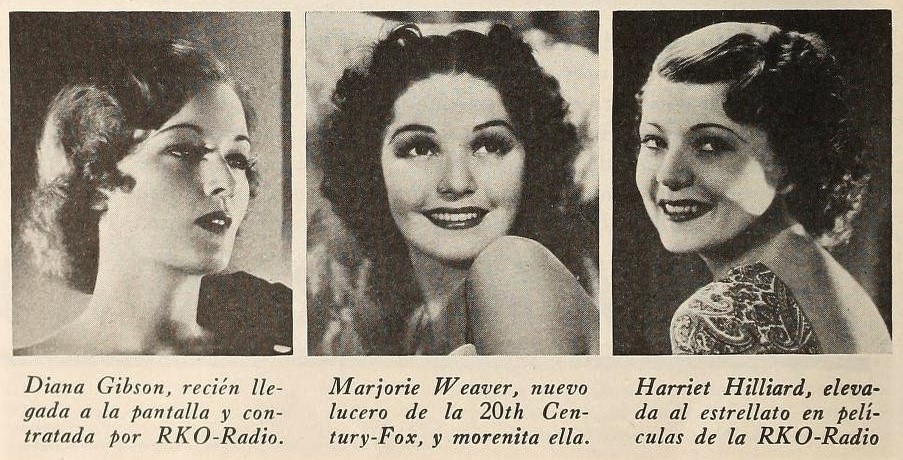
Diana Gibson, Weaver, y Harriet Hilliard (1937)

Entre 1938 y 1945 tuvo veintisiete papeles protagonistas en películas, algunas de ellas de serie B. Su papel más destacado en el cine fue el de Mary Todd Lincoln en Young Mr. Lincoln (1939), también protagonizada por Henry Fonda y Alice Brady. Algunos de sus papeles más conocidos de ese período de siete años incluyen un papel en la serie de misterio Michael Shayne junto a Lloyd Nolan, y su papel en Charlie Chan's Murder Cruise. En 1945, actuó junto a Robert Lowery en Fashion Model, que fue su último papel de importancia. En 1952 tuvo cuatro papeles menores, tras los cuales se retiró de la actuación.

## Vida posterior
El 22 de octubre de 1937 se casó en Goshen, Indiana con el oficial de la armada Kenneth George Schacht, de quien se divorció en 1941, tras haberse visto sólo 16 días en sus cuatro años de matrimonio. Schacht había sido capturado por los japoneses y la armada le había notificado su muerte.

## Filmografía parcial
| - China Clipper (1936) – secretaria - Here Comes Carter (1936) – secretaria de Bronson (sin acreditar) - Polo Joe (1936) – chica en el campo de polo (sin acreditar) - Gold Diggers of 1937 (1936) – corista (sin acreditar) - King of Burlesque (1936) - On the Avenue (1937) – corista (sin acreditar) - Melody for Two (1937) – operadora de centralita (sin acreditar) - This Is My Affair (1937) – Miss Blackburn - The Jones Family in Big Business (1937) – Vicky - The Californian (1937) – Rosalia Miller - Hot Water (1937) – Vicki Enfield - Life Begins in College (1937) – Miss Murphy - Ali Baba Goes to Town (1937) – Chica del harén (sin acreditar) - Second Honeymoon (1937) – Joy - Sally, Irene and Mary (1938) – Mary Stevens - Kentucky Moonshine (1938) – Caroline - Three Blind Mice (1938) – Moira Charters - I'll Give a Million (1938) – Jean Hofmann - Hold That Co-ed (1938) – Marjorie - Young Mr. Lincoln (1939) – Mary Todd - Chicken Wagon Family (1939) – Cecile Fippany | - The Honeymoon's Over (1939) – Betty Stewart Todd - The Cisco Kid and the Lady (1939) – Julie Lawson - Shooting High (1940) – Marjorie Pritchard - Charlie Chan's Murder Cruise (1940) – Paula Drake - Maryland (1940) – Georgie Tomlin - Murder Over New York (1940) – Patricia Shaw - Michael Shayne, Private Detective (1940) – Phyllis Brighton - Murder Among Friends (1941) – Mary Lou Packard - For Beauty's Sake (1941) – Dime Pringle - Man at Large (1941) – Dallas Davis - The Man Who Wouldn't Die (1942) – Catherine Wolff - The Mad Martindales (1942) – Evelyn Martindale - Just Off Broadway (1942) – Judy Taylor - Let's Face It (1943) – Jean Blanchard - You Can't Ration Love (1944) – Marian Douglas - The Great Alaskan Mystery (1944, Serial) – Ruth Miller - Pardon My Rhythm (1944) – Dixie Moore - Shadow of Suspicion (1944) – Claire Winter - Leave It to Blondie (1945) – Rita Rogers - Fashion Model (1945) – Peggy Rooney - We're Not Married! (1952) – Ruthie (sin acreditar) |